# Bryosedgwickia barlassinae
Bryosedgwickia barlassinae là một loài Rêu trong họ Hypnaceae. Loài này được Tosco & Piovano mô tả khoa học đầu tiên năm 1956.